# Ariadna fidicina
Ariadna fidicina là một loài nhện trong họ Segestriidae.
Loài này thuộc chi Ariadna. Ariadna fidicina được Ralph Vary Chamberlin miêu tả năm 1924.